# Mimozotale minuta
Mimozotale minuta är en skalbaggsart som först beskrevs av Maurice Pic 1926.  Mimozotale minuta ingår i släktet Mimozotale och familjen långhorningar. Inga underarter finns listade i Catalogue of Life.